# Franz Wudy
Franz Wudy es un deportista alemán que compitió para la RFA en biatlón. Ganó una medalla de plata en el Campeonato Mundial de Biatlón de 1989, en la prueba por equipos.

## Palmarés internacional
| Campeonato Mundial | Campeonato Mundial  | Campeonato Mundial | Campeonato Mundial |
| Año                | Lugar               | Medalla            | Prueba             |
| ------------------ | ------------------- | ------------------ | ------------------ |
| 1989               | Feistritz (Austria) | Medalla de plata   | Equipo             |